# Arne Brustad
Arne Brustad, född 14 april 1912 i Oslo, död 22 augusti 1987 i Oslo, var en norsk fotbollsspelare.
Brustad blev olympisk bronsmedaljör i fotboll vid sommarspelen 1936 i Berlin.